# Route continentale
Les routes continentales sont des routes qui traversent plusieurs pays au sein d'un même continent, comme les routes européennes, les routes inter-États nord-américaines (Interstate highways) ou encore la transamazonienne.
Le concept de route internationale a fait l'objet d'un traité à l'occasion de la Déclaration sur la construction de grandes routes de trafic international .1950.

## En Amérique
En Amérique, a été établie la Convention on the Regulation of Inter-American Automotive Traffic 1943,

## Europe

### 1950: Déclaration sur la construction de grandes routes de trafic international
Cette déclaration a été signée à Genève le  16 septembre  1950. Elle considère essentiellement des pays européens: en particulier, les Chine et les Pays d'Amérique ne l'ont pas signé.
Elle sera par la suite abrogée pour donner naissance au traité sur les Routes européennes.
Par la suite sur un mode similaire est mis en place un traité sur le Réseau routier asiatique.
Le traité défini trois catégories de routes: catégorie 1, catégorie 2 et catégorie 3.
| Catégorie   | séparation          | voies              | largeur (3,5 ou 3 mètres par voie) |  |
| ----------- | ------------------- | ------------------ | ---------------------------------- |  |
| Catégorie 1 | non                 | 2                  | 7 mètres (ou 6)                    |  |
| Catégorie 2 | terre-plein central | 2x2                | 2x 7 mètres                        |  |
| Catégorie 3 | non                 | 3 (provisoirement) | 10,5 mètres (ou 9)                 |  |

Il est prévu sur ces grandes artères de séparer la circulation des piétons et  de cyclistes de celles des véhicules motorisés.
Des pentes de 5 % à 6 % voir de 8 % à 10 % en montagne.
| Classe   | Vitesse de marche | Visibilité       |
| -------- | ----------------- | ---------------- |
| Classe 1 | 100 à 120 km/h    | 150 à 230 mètres |
| Classe 2 | 80 km/h           | 200 à 300 mètres |
| Classe 3 | 60 km/h           | 100 à 200 mètres |

La déclaration prévoit l'éclairage de l'accès aux agglomérations.
La déclaration prévoit la suppression des croisements, avec si besoin la création de  croisement à  niveau au  moyen d'un  viaduc ou d'un  passage  souterrain, avec l'aménagement de bandes  de  ralentissement  et d'accélération.

### 1975: route européenne

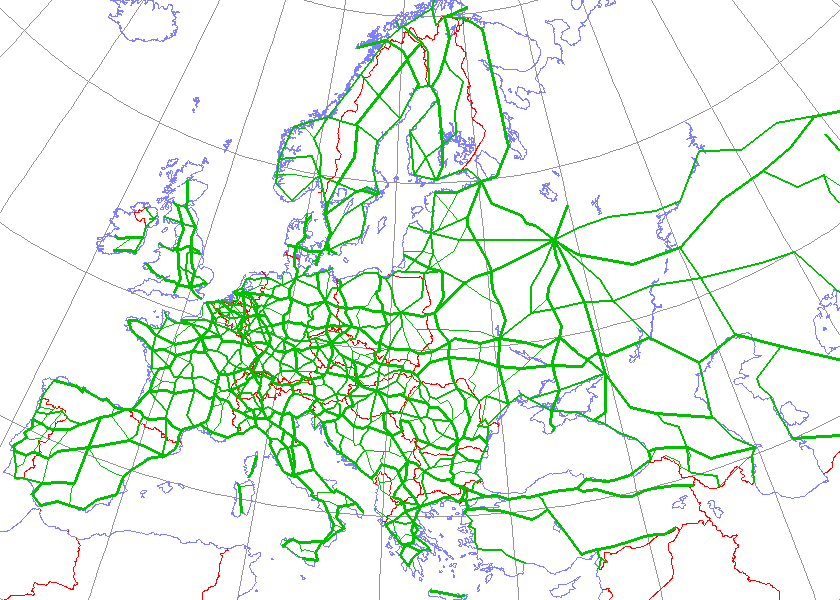
Le réseau de routes européennes s'étend du Portugal au Kazakhstan
(en rouge les frontières de 1990, en vert les routes européennes, à terme de type « autoroute »).

Une route européenne est une route du réseau routier européen dont la numérotation est sous la responsabilité de la Commission économique pour l'Europe des Nations unies (UNECE), en vertu d'un accord européen sur les artères internationales principales du trafic (AGR), fait à Genève le 15 novembre 1975.
Afin de s'affranchir des numérotations nationales, les routes européennes bénéficient d'une numérotation européenne qui ne varie pas d'un pays à l'autre.
- En 1975, Accord européen sur les grandes routes de trafic international (AGR) du  15 novembre 1975[4]

- En 2002, TRANS/SC.1/2002/3 mise à jour de l'Accord européen sur les grandes routes de trafic international (AGR) du  15 novembre 1975 [4],[5].

- En 2008, ECE/TRANS/SC.1/384  ACCORD EUROPÉEN SUR LES GRANDES ROUTES DE TRAFIC INTERNATIONAL (AGR) [4].

## Réseau routier asiatique

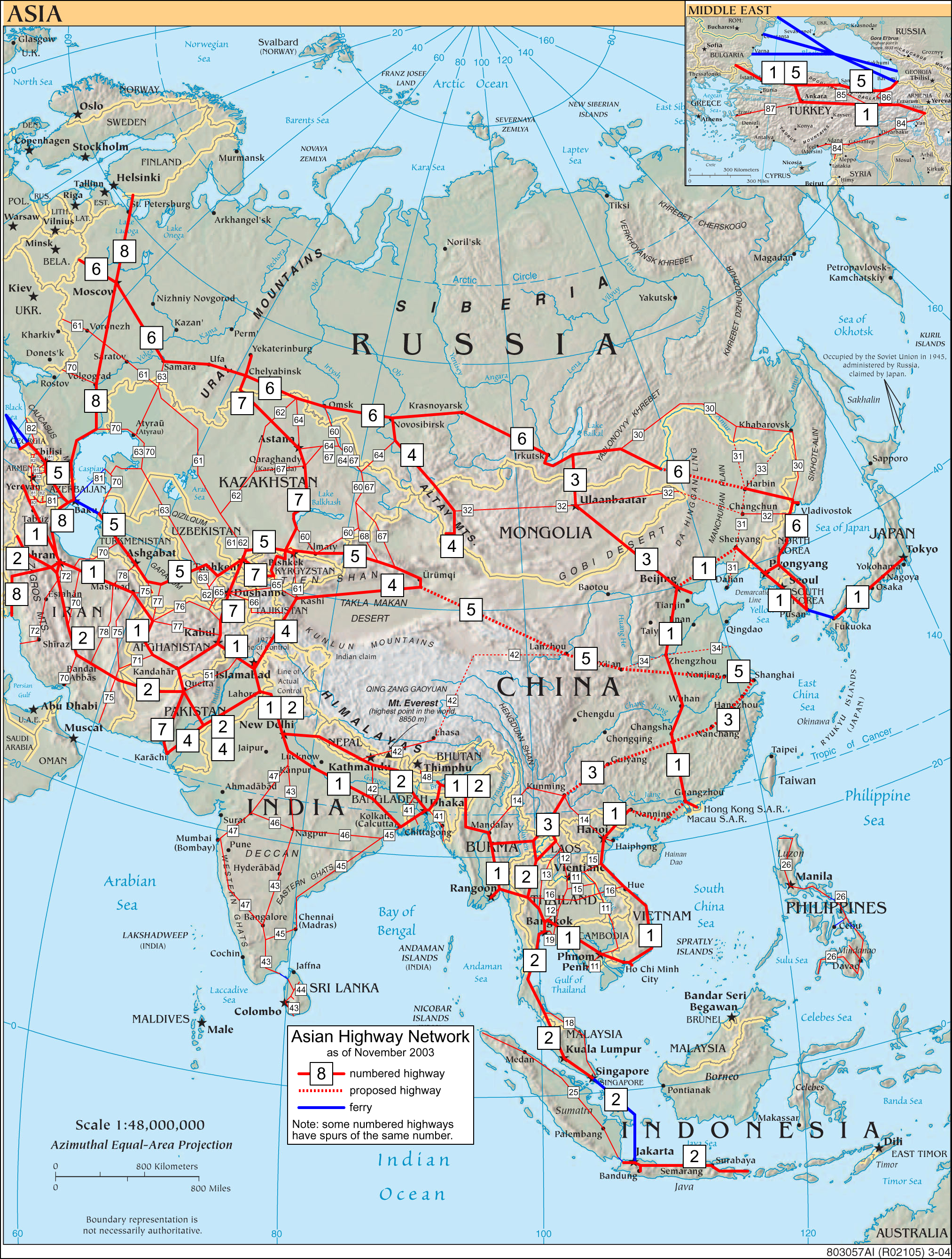
Carte du Réseau de route asiatique

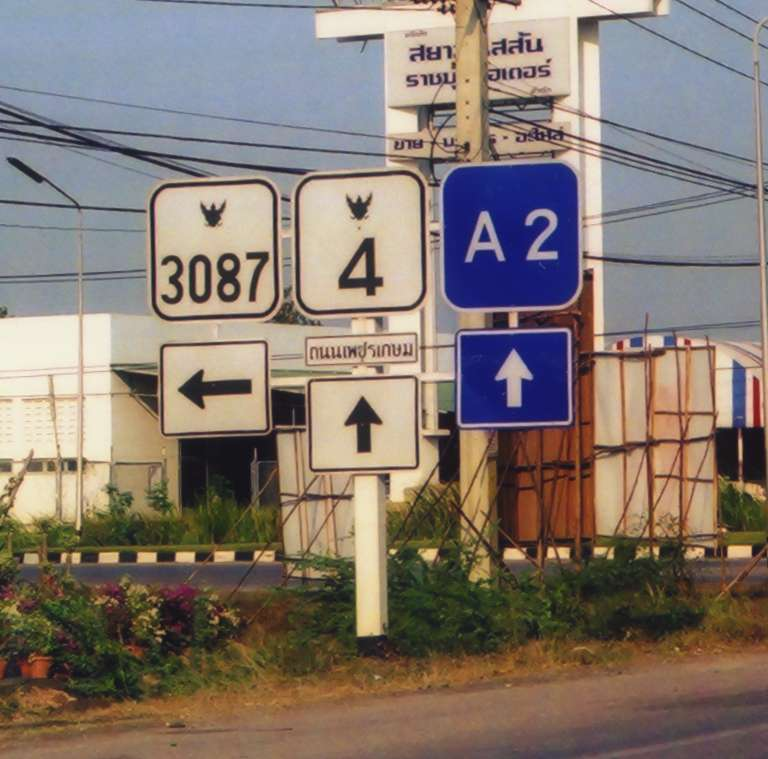
Panneau indiquant la route asiatique 2 près de Ratchaburi en Thaïlande

Le projet de réseau routier asiatique, en anglais Asian Highway (AH), est un projet de coopération entre des pays d'Asie et d'Europe et la Commission économique et sociale pour l'Asie et le Pacifique (CESAP) dont le but est d'améliorer en les harmonisant les réseaux routiers en Asie. C'est l'un des trois piliers du projet ALTID (Asian Land Transport Infrastructure Development) approuvé par la CESAP lors de sa 48e session en 1992, qui comprend par ailleurs le projet de chemin de fer trans-asiatique (Trans-Asian Railway ou TAR) et la facilitation du transport terrestre à travers le continent.
Des accords ont été signés par 32 pays pour permettre au réseau autoroutier de traverser tout le continent et également atteindre l'Europe. Quelques-uns des pays ayant pris part au projet sont l'Inde, Le Sri Lanka, Le Pakistan, la Chine, le Japon, La Corée du Sud et Le Bangladesh. L'essentiel des financements proviennent des nations les plus importantes et les plus avancées comme le Japon, l'Inde et la Chine, mais également d'organisation internationales comme la banque asiatique de développement.